# عینید بالا
عینید بالا روستایی است در دهستان فشارود از توابع بخش مرکزی شهرستان بیرجند، واقع در استان خراسان جنوبی که بر پایه سرشماری عمومی نفوس و مسکن در سال ۱۳۹۵ جمعیت آن ۹۳ نفر (در ۲۹ خانوار) بوده‌است.